# La Planque (film, 2011)
Pour les articles homonymes, voir La Planque.
Pour plus de détails, voir Fiche technique et Distribution.
La Planque est un film français réalisé par Akim Isker, sorti en septembre 2011 en France.

## Synopsis
Pris au dépourvu, les auteurs d'un braquage de banque se réfugient dans un commissariat de police.

## Fiche technique
- Titre : La Planque
- Sous-titre : « On n'a jamais vu aussi doués pour se foutre dans la merde »
- Réalisation : Akim Isker
- Scénario : Jalil Naciri
- Compositeur: Kalid Bazi
- Sociétés de production : EuropaCorp, Les Films Alakis'
- Société de distribution : EuropaCorp Distribution (France)
- Durée : 89 minutes
- Pays :  France
- Date de sortie : 7 septembre 2011  France

## Distribution
- Jalil Naciri : Kiko Tandjak
- Gilles Bellomi : Gilles Bellomi
- Ahcen Titi : Georges Monetti, dit « Titi »
- Guillaume Verdier : Pera, beau-frère de Kiko
- Samira Lachhab : Commandant Lydie Timonet
- Biyouna : la voyante
- Jean-François Cayrey : Franck Salle, officier de police
- Antoine Basler : Bertrand Doriano
- Marco Locci : Marco Lefebvre
- Ali Yaya : Kader
- Jean-Michel Correia : Paolo
- Virgile M'Fouilou : Michel
- Philippe Sax : José
- Sébastien Vandenberghe : stéphane
- Fabien Aïssa-Busetta : Angelo
- Frédéric Maranber : gendarme
- Pierre Laplace : commissaire Sorrel
- Dany Verissimo-Petit : Nadège
- Kalid Bazi : le DJ
- Corinne Masiero : Liliane
- François Siener : Claude
- Jean-Pierre Lazzerini : J.F.
- Kamel Laadaili : Omar
- Oscar Copp : Laurent
- Grégory Bracco : employé BCE
- Christopher Séjor : vigile BCE
- Sophie Le Tellier : la mariée
- Yann Pradal : le marié
- Farida Ouchani : dame de service
- Moïse Santa Maria : capitaine Maresky
- Pascal Aubert : capitaine Sanguinetti
- Antoine Régent : policier
- Florent Niverd : policier
- Lydie Waï : Flora
- Cemil Yaramis : ouvrier du commissariat
- Adem Yaramis : ouvrier du commissariat
- Daniel Yaramis : ouvrier du commissariat
- Djilali Ouadah : policier PAF
- Stéphane Boulay : conducteur du 4x4